# 李玄 (萬曆進士)
李玄（？—？），别号含真，陕西西安府同州軍籍。明朝官员，同進士出身。

## 生平
萬曆三十四年（1606年）丙午科陕西乡试举人，萬曆四十四年（1616年）登丙辰科三甲147名进士，户部觀政，四十五年授山西祁县知县，四十六年本省同考，萬曆四十七年（1619年）調任阳曲县知县，天啓二年（1622年）四月考选，授广东道御史，三年巡视南城，十二月，巡視長蘆鹽課。天啟五年十二月，吏科都给事中赵兴邦追论癸亥察典，以御史练国事为赵南星、张问达之党，挺击一案以御史李玄为王之采之党，红丸一案以御史王祚昌为孙慎行、王纪之党；又以御史霍锳荐杨涟、左光斗而参黄克缵、范济世，为党邪杨新期疏请开矿为酿祸。得旨：练国事、李玄、王祚昌、霍锳、杨新期五员虽各有本末，但议论既差，俱系邪党，不必分别，都著削籍为民，当差仍追夺诰命。崇禎元年八月，起補湖廣道御史，巡按山东、直隸。三年二月，疏參山東巡撫王從義，四年五月，疏劾山西撫臣宋統殷撫晉以來，流寇之禍日甚一日。同年南京畿道刷卷，七年升大理寺右寺丞。

## 家族
曾祖李佐。祖父李國用。父李應第。